# 托列特 (阿肯色州)
托列特（英語：Tollette）是一個位於美國阿肯色州霍華德縣的市鎮。

## 地理
托列特的座標為33°49′09″N 93°53′45″W / 33.81917°N 93.89583°W，而該地的平均海拔高度為110米（即361英尺）。

## 人口
根據2020年美國人口普查的數據，托列特的面積為2.49平方千米，皆為陸地。當地共有人口185人，而人口密度為每平方千米74人。